# Kara-Balta
Kara-Balta ("machado preto", russo / quirguê: Кара-Балта) é uma cidade e município no rio Kara-Balta, na província de Chuy, no Quirguistão, a capital do distrito de Jayyl. Foi fundada em 1825 sob o Canato de Cocanda e recebeu status de cidade em 1975 sob os soviéticos. A população da cidade era oficialmente 37.834 no censo de 2009. O município tinha uma população de 54.200 de acordo com o censo soviético de 1989.
Kara-Balta está localizado nas encostas do norte do Quirguistão Ala-Too, na parte ocidental da região de Chuy, a 62 km a oeste da capital de Bishkek. A estrada continua para oeste através de Kaindy em direção a Taraz, no Cazaquistão. Outra estrada vai para o sul através do Passe Töö-Ashuu e depois divide-se, um ramal que vai para o oeste da província de Talas e o outro sul e depois para o leste através do vale de Suusamyr até Balykchy no lago Issyk Kul. Tem um clima temperado. O terreno é plano, com uma ligeira inclinação para baixo do sul para o norte.
O Vale Chuy foi resolvido desde o século V, mas após a invasão de Gêngis Cã, a área era habitada principalmente por nômades e pastores. No entanto, o assentamento tornou-se uma cidade e floresceu sob o Canato de Cocande.